# Sports aériens en Midi-Pyrénées
 (février 2025).
La région Midi-Pyrénées est la 1re région aéronautique de France avec les sites Airbus à Toulouse, qui ont des impacts économiques sur l'ensemble de la région.
Cette région est donc un pôle majeur de l'aéronautique, autant au niveau professionnel qu'amateur. Ces professionnels et ces amateurs ont de nombreux points de rencontre que sont les aérodromes disséminés sur la région.

## Leplaneur

### Les clubs de planeur proche de Toulouse
- l'AVAT (Association Vélivole et Aéronautique Toulousaine)[1] sur la commune de Bourg-Saint-Bernard
- L'Association Tarnaise de Vol à Voile (ATVV)[2] sur la commune de Graulhet